# エドウィン・フラック
エドウィン・フラック（Edwin Harold "Teddy" Flack, 1873年11月5日 - 1935年1月10日）は、オーストラリアの陸上競技選手。1896年アテネオリンピック男子800mと1500mの優勝者である。
フラックはロンドン出身で、5歳のときに家族とともにオーストラリアに移住する。1892年に学校を卒業してすぐ、ニューサウスウェールズ州、ビクトリア州の1マイル走のタイトルを獲得している。学校を卒業後は父親の会計事務所に就職し、21歳のとき、勉強のためロンドンの会計事務所に入社する。彼はヨーロッパにいる間、ロンドンの陸上クラブに所属し、来るべき第1回のオリンピックに参加することにした。

## アテネオリンピック (1896年)
フラックは、汽車、船酔いになりながら船による6日間にわたる移動を経てアテネに到着。オリンピック初日、いきなり800mの予選に出場。2分10秒0で勝利を飾る。2日目、1500mに登場。優勝候補のアメリカのアーサー・ブレイク(Arthur Blake)と対決する。ブレイクと最後の直線激戦になりながらも、フラックは5m以上の差をつけ1位となり、オリンピック1500mの初代チャンピオンの座に輝いた。さらに、大会4日目にはフラックは800mを2分11秒0という記録を出し2種目目の優勝を果たす。
その翌日には、フラックは10マイル(16.1km)までしか走った経験がなかったにもかかわらず、3冠をかけてマラソンに挑戦した。レースはこの大会の1500mで3位に入っているアルバン・レムゾー(Albin Lermusiaux)が序盤リードし、フラックは2位につけレースの終盤を迎える。32kmでレムゾーは脱落し、ついにトップに立つ。しかし彼も残り4 kmとなったところで突然倒れてしまう。錯乱状態に陥っており、助けに行ったギリシャ人の観衆まで殴ってしまい、ほかの選手によって追い出されてしまった。
フラックはこの大会で、テニス競技のシングルスとダブルスにも出場している。シングルスでは1回戦でギリシャのアリスティディス・アクラトプロス(Aristidis Akratopoulos)に敗れたものの、ダブルスではイギリスの友人ジョージ・ロバートソン(George S. Robertson)と「混合チーム」のペアを組み、1回戦を楽に突破して準決勝に進出。準決勝で対戦したギリシャのペアに敗れたものの、フラックとロバートソンは3位となった。しかし、1896年アテネオリンピックでは3位の表彰はなかった。
フラックは1898年にオーストラリアに帰国し、父の会計事務所に戻った。彼は再びオーストラリアの代表として競技することはなかった。